# Gabriel Odor
Gabriel Odor (Hall in Tirol, 23 augustus 2000) is een Oostenrijkse langebaanschaatser.

## Carrière
Odor won de massastart op de bij de wereldkampioenschappen schaatsen junioren 2019. Een jaar later werd hij tweede.
Bij de senioren reed hij mee bij de Europese kampioenschappen schaatsen afstanden 2020 - Massastart mannen (13e), Europese kampioenschappen schaatsen afstanden 2020 - 1500 meter mannen (18e) en Europese kampioenschappen schaatsen 2021 allround (12e). Op 13 november 2022 eindigde hij na een lange ontsnapping met Felix Rijhnen als tweede op de massastart in Heerenveen, voor Bart Hoolwerf en achter winnaar Rijhnen.

## Persoonlijke records
| Afstand      | Tijd     | Datum             | Baan           |
| ------------ | -------- | ----------------- | -------------- |
| 500 meter    | 36,44    | 9 maart 2024      | Inzell         |
| 1000 meter   | 1.08,91  | 26 januari 2024   | Salt Lake City |
| 1500 meter   | 1.44,90  | 27 januari 2024   | Salt Lake City |
| 3000 meter   | 3.43,29  | 16 september 2023 | Calgary        |
| 5000 meter   | 6.21,26  | 28 januari 2024   | Salt Lake City |
| 10.000 meter | 14.35,08 | 29 december 2018  | Innsbruck      |

(laatst bijgewerkt: 9 maart 2024)

## Resultaten
| Jaar | EK Allround           | WK Allround             | WK Afstanden             | Olympische Spelen | WK Junioren                                                            |
| ---- | --------------------- | ----------------------- | ------------------------ | ----------------- | ---------------------------------------------------------------------- |
| 2016 |                       |                         |                          |                   | 54e 500m 46e 1500m                                                     |
| 2017 |                       |                         |                          |                   | 48e 500m 42e 1000m 33e 1500m                                           |
| 2018 |                       |                         |                          |                   | 6e allround 28e 500m 20e 1000m 18e 1500m 9e 5000m                      |
| 2019 |                       |                         |                          |                   | 9e allround · 33e 500m · 23e 1000m · 5e 1500m · 16e 5000m · massastart |
| 2020 |                       |                         |                          |                   | 4e allround · 26e 500m · 11e 1000m · 8e 1500m · 9e 5000m · massastart  |
| 2021 | NC12 (5e, 15e, 7e, -) |                         | 23e 1500m 10e massastart |                   |                                                                        |
| 2022 |                       |                         |                          | 10e massastart    |                                                                        |
| 2023 | DNF (DNF, 9e, 7e, -)  |                         |                          |                   |                                                                        |
| 2024 |                       | NC16 (11e, 19e, 12e, -) | 21e 1500m 8e massastart  |                   |                                                                        |
| 2025 |                       |                         | 18e 1500m 9e massastart  |                   |                                                                        |

(#, #, #, #) = afstandspositie op allroundtoernooi (500m, 5000m, 1500m, 10.000m).
NC12 = niet gekwalificeerd voor de laatste afstand, maar wel als 12e geklasseerd in de eindrangschikking